# Arthur Drechsler
Arthur Theodor Drechsler (* 1. Mai 1882 in Pohlitz; † 22. Juni 1922 in Gera) war ein deutscher Politiker (SPD, USPD). Er war ab 1918 Mitglied der Reuß’schen Landesregierungen und Parlamente und von 1920 bis 1922 Abgeordneter des Thüringer Landtages.

## Leben
Arthur Drechsler war der Sohn des Webermeisters Franz Theodor Drechsler und der Anna Maria Drechsler, geborene Trummer. Nach dem Besuch der Volksschule in Langenwetzendorf absolvierte er eine Schuhmacherlehre. Bis 1919 arbeitete er als Lagerhalter für den Konsumverein in Zeulenroda. Er war Mitglied der Gewerkschaft und der SPD (ab 1917 USPD). Von 1911 bis 1919 hatte er die Funktion als Vorsitzender des Gewerkschaftskartells in Zeulenroda inne.
Nach der Novemberrevolution war Drechsler von November 1918 bis April 1919 Mitglied der Landesregierung des Freistaates Reuß älterer Linie. Im Anschluss an die Vereinigung beider reußischen Freistaaten war er ab April 1919 Mitglied der Landesregierung des Volksstaates und gehörte bis März 1922 der Gebietsregierung von Gera-Greiz an. In allen Landesregierungen führte er jeweils die Abteilung für Volksbildung. Von April bis zu seinem Tod im Juni 1922 war er Leiter des Gebietes Gera-Greiz.
Drechsler war von Januar 1919 bis März 1922 für Gera-Greiz Mitglied des Staatsrates von Reuß. 1919 trat er bei der Wahl zur Deutschen Nationalversammlung als Kandidat im Wahlkreis 36 (Thüringen) an, errang aber kein Mandat. Als Abgeordneter der USPD gehörte dem vereinigten Landtag beider Freistaaten bzw. der Gebietsvertretung von Gera-Greiz an. Nach Vereinigung der thüringischen Kleinstaaten zum Land Thüringen wurde er im Juni 1920 in den neu konstituierten Landtag gewählt, dem er bis zuletzt angehörte. Vom 20. Juli 1920 bis zum 30. Juli 1921 war er Präsident und vom 6. Oktober 1921 bis zum 22. Juni 1922 Vizepräsident des Thüringer Landtages.
Arthur Drechsler war mit Johanne Marie Drechsler (geborene Keller, 1882–1965), der Tochter eines Schriftsetzers, verheiratet.